# Pjetërshtica
Pjetërshtica (albanska: Pjetërshticë/a, (serbiska: Petraštica,) är en by i Kosovo. Den ligger i kommunen Shtime. Enligt den senaste folkräkningen år 2011 fanns det 1 495 invånare.

## Demografi
| Demografi | 2011 |
| --------- | ---- |
| albaner   | 1493 |
| bosnier   | 2    |